# Cmentarz żydowski w Krzywiniu
Cmentarz żydowski w Krzywiniu – kirkut mieści się w Krzywiniu przy ul. Księdza Nawrockiego. Powstał w XIX wieku. Został zniszczony podczas II wojny światowej. Nie zachowały się żadne macewy. Kirkut zajmuje obszar 0,2 ha.